# Negaprion acutidens
El cazón negrudo (Negaprion acutidens ) es una especie de tiburón de la familia carcharhinidae.

## Morfología
Los machos pueden alcanzar los 380 cm de longitud total.

## Distribución geográfica
Se encuentra desde el Mar Rojo y Sudáfrica (incluyendo Mauricio, las Seychelles y Madagascar) hasta las Filipinas, Vietnam, Australia, Palau, las Islas Marshall y Tahití.